# 纳道恩
纳道恩（Nadaun），是印度喜马偕尔邦Hamirpur县的一个城镇。总人口4405（2001年）。

## 人口
该地2001年总人口4405人，其中男性2260人，女性2145人；0—6岁人口498人，其中男286人，女212人；识字率80.30%，其中男性为82.92%，女性为77.53%。